# Gouvernement Werner-Cravatte
Gouvernement Werner-Schaus I Gouvernement Werner-Schaus II
Le gouvernement Werner-Cravatte (luxembourgeois : Regierung Werner-Cravatte), est le gouvernement du Luxembourg en fonction du 15 juillet 1964 au 1er février 1969.

## Les élections
Lors des élections du 7 juin 1964, le Parti ouvrier socialiste luxembourgeois obtient, pour la première fois, plus de voix que le Parti chrétien-social. Cependant, le système électoral assure aux chrétiens-sociaux la faible majorité d’un siège (22 contre 21). Le parti libéral subit une cuisante défaite qui est probablement due à la controverse sur l’armée.
Les libéraux ne sont plus représentés que par six députés à la Chambre, alors que les communistes obtiennent cinq mandats. Une nouvelle formation qui défend les intérêts des enrôlés de force, le Mouvement indépendant populaire, réussit à faire élire deux représentants. Après des négociations quelque peu laborieuses, CSV et LSAP forment une grande coalition. La parité entre les deux partis du gouvernement suscite à plusieurs reprises des tensions au sein de la coalition. Un premier changement a lieu à la suite du décès de Nicolas Biever. Il est remplacé par Antoine Krier. Fin 1966, l’intervention parlementaire de Jean Spautz réclamant l’abolition du service militaire obligatoire provoque une crise gouvernementale. La proposition de ce jeune député chrétien-social a été faite sans que le partenaire de la coalition, ni même les dirigeants de son propre parti n’en aient été informés. Le ministre de la Force armée donne sa démission, suivi de tout le gouvernement. Après des négociations et des remaniements ministériels, la coalition est renouvelée le
3 janvier 1967. Pour la première fois dans l’histoire politique du Grand-Duché, une femme entre au gouvernement : Madeleine Frieden-Kinnen devient secrétaire d’État chargée des portefeuilles de la Famille, de la Jeunesse et de l’Éducation nationale.

## Composition

### Initiale (15 juillet 1964)
| Portefeuille | Titulaire | Titulaire           | Parti |
| --- | --------- | ------------------- | ----- |
| Président du gouvernement Ministre d'État Ministre des Affaires étrangères Ministre du Trésor Ministre de la Justice     |           | Pierre Werner       | CSV   |
| Vice-Président du gouvernement Ministre de l'Intérieur Ministre du Tourisme, de l'Éducation physique et des Sports       |           | Henry Cravatte      | LSAP  |
| Ministre de l'Agriculture et de la Viticulture Ministre de la Famille, de la Population et de la Solidarité sociale      |           | Émile Colling       | CSV   |
| Ministre du Travail, de la Sécurité sociale et des Mines Ministre de la Santé publique (jusqu'à son décès le 15/07/1965) |           | Nicolas Biever      | LSAP  |
| Ministre de l'Éducation nationale et des Affaires culturelles Ministre de la Fonction publique                           |           | Pierre Grégoire     | CSV   |
| Ministre des Travaux publics Ministre des Transports, des Postes et des Télécommunications                               |           | Albert Bousser      | LSAP  |
| Ministre du Budget Ministre de l'Économie nationale et de l'Énergie                                                      |           | Antoine Wehenkel    | LSAP  |
| Ministre des Classes moyennes Ministre de la Force armée Ministre adjoint aux Affaires étrangères                        |           | Marcel Fischbach    | CSV   |
| Secrétaire d'État à l'Agriculture et à la Viticulture                                                                    |           | Jean-Pierre Büchler | CSV   |
| Secrétaire d'État à la Santé publique, au Travail, à la Sécurité sociale et aux Mines                                    |           | Raymond Vouel       | LSAP  |

### Remaniement du 23 août 1965
- Les nouveaux ministres sont indiqués en gras, ceux ayant changé d'attributions en italique.

| Portefeuille | Titulaire | Titulaire           | Parti |
| --- | --------- | ------------------- | ----- |
| Président du gouvernement Ministre d'État Ministre des Affaires étrangères Ministre du Trésor Ministre de la Justice |           | Pierre Werner       | CSV   |
| Vice-Président du gouvernement Ministre de l'Intérieur Ministre du Tourisme, de l'Éducation physique et des Sports   |           | Henry Cravatte      | LSAP  |
| Ministre de l'Agriculture et de la Viticulture Ministre de la Famille, de la Population et de la Solidarité sociale  |           | Émile Colling       | CSV   |
| Ministre de l'Éducation nationale et des Affaires culturelles Ministre de la Fonction publique                       |           | Pierre Grégoire     | CSV   |
| Ministre des Travaux Publics Ministre des Transports, des Postes et des Télécommunications                           |           | Albert Bousser      | LSAP  |
| Ministre du Budget Ministre de l'Économie nationale et de l'Énergie                                                  |           | Antoine Wehenkel    | LSAP  |
| Ministre des Classes moyennes Ministre de la Force armée Ministre adjoint aux Affaires étrangères                    |           | Marcel Fischbach    | CSV   |
| Ministre du Travail, de la Sécurité sociale et des Mines Ministre de la Santé publique                               |           | Antoine Krier       | LSAP  |
| Secrétaire d'État à l'Agriculture et à la Viticulture                                                                |           | Jean-Pierre Büchler | CSV   |
| Secrétaire d'État à la Santé publique, au Travail, à la Sécurité sociale et aux Mines                                |           | Raymond Vouel       | LSAP  |

### Remaniement du 3 janvier 1967
- Les nouveaux ministres sont indiqués en gras, ceux ayant changé d'attributions en italique.

| Portefeuille | Titulaire | Titulaire                | Parti |
| --- | --------- | ------------------------ | ----- |
| Président du gouvernement Ministre d'État Ministre du Trésor Ministre de la Fonction publique                                                 |           | Pierre Werner            | CSV   |
| Vice-Président du gouvernement Ministre de l'Intérieur Ministre du Tourisme, de l'Éducation physique et des Sports                            |           | Henry Cravatte           | LSAP  |
| Ministre des Affaires étrangères Ministre de la Force armée Ministre des Affaires culturelles et des Cultes                                   |           | Pierre Grégoire          | CSV   |
| Ministre des Travaux publics Ministre des Transports, des Postes et des Télécommunications                                                    |           | Albert Bousser           | LSAP  |
| Ministre du Budget Ministre de l'Économie nationale et de l'Énergie                                                                           |           | Antoine Wehenkel         | LSAP  |
| Ministre du Travail, de la Sécurité sociale et des Mines Ministre de la Santé publique                                                        |           | Antoine Krier            | LSAP  |
| Ministre de l'Agriculture et de la Viticulture Ministre des Classes moyennes                                                                  |           | Jean-Pierre Büchler      | CSV   |
| Ministre de la Justice Ministre de l'Éducation nationale Ministre de la Famille, de la Jeunesse, de la Population et de la Solidarité sociale |           | Jean Dupong              | CSV   |
| Secrétaire d'État à la Santé publique, au Travail, à la Sécurité sociale et aux Mines                                                         |           | Raymond Vouel            | LSAP  |
| Secrétaire d'État à la Famille, à la Jeunesse, à la Population, à la Solidarité sociale et à l'Éducation nationale                            |           | Madeleine Frieden-Kinnen | CSV   |

## La politique extérieure

### Un siège européen
Sur le plan extérieur, la préoccupation essentielle du gouvernement sera la défense de la position de Luxembourg comme siège européen. Depuis 1958, trois communautés fonctionnaient en parallèle : la CECA, le Marché commun et l’Euratom. Chacune avait son organe exécutif. En 1961, des négociations avaient été engagées en vue de la fusion des exécutifs communautaires. Cette unification de la gestion européenne comportait le risque d’un départ des institutions européennes et de leur concentration en un siège unique. Eugène Schaus, le ministre des Affaires étrangères du gouvernement précédent, avait proposé que Luxembourg reçoive le Parlement européen pour compenser une éventuelle perte de la Haute Autorité et de la Cour de justice. Mais cette proposition rencontre l’opposition de la
France. Après les élections législatives de juin 1964, Pierre Werner, qui s’est fait attribuer le portefeuille des Affaires étrangères, participe aux difficiles négociations qui aboutissent le 8 avril 1965 à la signature du Traité instituant un Conseil unique et une Commission unique des Communautés européennes. Le 2 mars 1965, il obtient du Conseil des ministres de la
CEE la signature d’un document qui spécifie que « Luxembourg, Bruxelles et Strasbourg demeurent les lieux de travail provisoires des institutions des Communautés ». Cette convention prévoit de regrouper à Luxembourg les institutions financières et judiciaires de la
Communauté. Elle conduit à une spécialisation des sièges. Le secrétariat du Parlement européen et la Cour de justice restent à Luxembourg. Les sessions du Conseil des ministres y sont tenues périodiquement. La Banque européenne d’investissement et divers services comme la Cour des comptes, l’Office des statistiques ou l’Office des publications seront installés dans la capitale du Grand-Duché.

### La crise de la «chaise vide»
En 1966, le gouvernement luxembourgeois est appelé à jouer un rôle actif dans la résolution de la crise dite de la chaise vide, qui met fortement à l’épreuve la Communauté européenne. En effet, depuis le 30 juin 1965, la France ne participe plus au travail communautaire à la suite d’un désaccord sur le financement de la politique agricole commune. En janvier 1966, Pierre Werner préside deux réunions du Conseil des ministres, qui se tiennent à Luxembourg et auxquelles la France participe de nouveau après sept mois d’absence. Au cours de ces conférences qualifiées de « retrouvailles de Luxembourg », un compromis sort la Communauté de l’impasse. Le représentant luxembourgeois a pu briller dans le rôle d’un « honnête courtier », dont les bonnes relations avec toutes les parties ont facilité les négociations.

### Une place financière
En 1968, le gouvernement luxembourgeois doit pour la première fois défendre un intérêt capital du Grand-Duché qui, par la suite, sera contesté plus d’une fois par ses partenaires. Il s’agit de la place financière. Celle-ci a pu se développer depuis le début des années 1960 grâce notamment à une législation bancaire et fiscale très libérale. Or, lors de leur réunion en 1968, les ministres des Finances de la CEE examinent un projet qui vise l’harmonisation de la fiscalité affectant les mouvements des capitaux. Cette proposition se heurte à l’opposition véhémente de Pierre Werner. Conscient du danger que le nivellement des conditions fiscales fait courir à la jeune place financière, le ministre des Finances luxembourgeois propose, au contraire, de donner la priorité à l’harmonisation monétaire. En effet, les difficultés de la livre sterling, puis du franc français, détourneront l’attention des ministres des Finances des spécificités financières luxembourgeoises et mettront à l’avant-plan les questions monétaires.

## La politique économique

### Le secteur bancaire
Du point de vue économique, les années du gouvernement Werner/Cravatte sont importantes, parce qu’elles voient l’éclosion de la place financière luxembourgeoise. Pourtant, la naissance de ce qui deviendra le principal pilier de l’économie du Grand-Duché n’est pas due à la politique du gouvernement luxembourgeois. À l’origine se trouve une mesure du gouvernement américain pour freiner l’émission d’emprunts internationaux sur le marché financier de New York, l’Interest equalization tax. La réorientation des courants financiers qui en résulte aboutit à la création d’un marché international des eurodollars. Or, le Luxembourg, qui n’a pas de banque centrale et où les lois bancaires et fiscales sont très flexibles, se retrouve dans une position favorable, alors que des places traditionnelles comme Londres, Zurich ou Amsterdam sont gênées par des réglementations restrictives. La capitale du Grand-Duché s’impose progressivement comme un des principaux centres pour les euro-marchés. Des banques étrangères viennent s’installer à Luxembourg. Le nombre des établissements bancaires passe de 15 en 1960 à 37 en 1970. Dans cette phase d’éclosion, le gouvernement du moment est peu impliqué, même si, à l’occasion, il défend la place financière contre les tentatives européennes d’harmonisation fiscale. La place financière profite, outre de circonstances externes heureuses, d’une législation édictée 40 ans plus tôt, sous le ministre des Finances, Pierre Dupong, et qui révèle maintenant ses effets.

### Le Conseil économique et social
À partir de 1966, le gouvernement peut recourir à un nouvel organe consultatif en matière de politique économique et sociale. La loi du 21 mars 1966 crée le Conseil économique et social. Cet organe, qui réunit des dirigeants des organisations patronales, des représentants
des syndicats et des experts du gouvernement, est chargé d’établir des rapports sur la situation économique du pays, rapports qui serviront à l’élaboration de la politique économique nationale.

### Les infrastructures
Sur le plan des infrastructures de communication, le gouvernement donne la priorité au développement du réseau routier. Alors que la voirie n’a guère changé depuis 1927, la circulation sur les routes a connu un accroissement fulgurant. Ainsi, le nombre de véhicules
immatriculés au Grand-Duché passe de 14 000 unités en 1940 à plus de 80 000 unités en 1964. Parallèlement, le transit de marchandises et de voyageurs augmente d’année en année. Aussi une adaptation du réseau routier aux dimensions de l’économie et du trafic s’impose-t-elle. Dès août 1964, le ministre des Travaux publics, Albert Bousser, met en place une commission qui a pour mission de faire des propositions en matière d’aménagement de la voirie nationale. Les travaux de cette commission aboutissent à une loi votée le 16 août 1967. Celle-ci prévoit la construction d’environ 150 km de grandes routes dans un délai de dix ans et la création d’un Fonds des routes destiné à soustraire les dépenses au principe de l’annalité du budget et à garantir la continuité des travaux. L’entreprise s’avère de longue haleine, puisque la connexion définitive au réseau autoroutier international sera seulement achevée dans les années 1990.

## La politique agricole
Le grand défi de la politique agricole des années 1960 sera l’intégration progressive de l’agriculture luxembourgeoise dans le Marché commun. Lors de la conclusion du traité de Rome, le Luxembourg avait réussi à obtenir un protocole additionnel qui l’autorisait à maintenir des mesures de protection pendant une période transitoire de 12 ans. Cependant, le gouvernement luxembourgeois était tenu de mettre en œuvre des réformes d’ordre structurel, technique et économique afin de permettre une intégration complète au terme de ce délai de grâce. Outre des conditions naturelles médiocres, les principales faiblesses de l’agriculture luxembourgeoise étaient le morcellement des terres et la prédominance de la petite exploitation. La politique gouvernementale devait donc viser l’adaptation de l’agriculture aux conditions de l’économie moderne et la création d’exploitations viables du point de vue économique. En 1964, le gouvernement Werner/Schaus fait voter une loi de remembrement pour remédier à la parcellisation de la terre. En avril 1965, le gouvernement Werner/Cravatte soumet au vote de la Chambre une loi d’orientation agricole qui a pour but la restructuration de l’agriculture luxembourgeoise et qui prévoit la création d’un fonds d’orientation alimenté par des moyens budgétaires et des allocations communautaires. En 1969, la loi sur l’héritage opère une réforme importante puisqu’elle introduit les principes du rapport et du successeur le mieux qualifié. Auparavant, l’application de la règle générale du Code civil avait conduit à une parcellisation excessive et à l’endettement du repreneur de la ferme qui devait rembourser les autres héritiers.

## La politique sociale
La loi du 12 juin 1965 sur les conventions collectives de travail complète la législation sur les relations entre patronat et syndicats au Luxembourg. Elle comporte l’obligation de négocier. Un chef d’entreprise ne peut refuser d’entamer des négociations en vue d’une convention collective lorsque les représentants qualifiés du personnel l’exigent. La loi de 1965 dispose également qu’une clause d’échelle mobile prévoyant l’adaptation automatique des rémunérations à l’évolution du coût de la vie doit être inscrite dans chaque convention collective.
Le gouvernement prend également une mesure contre la discrimination de la femme au travail. La loi du 17 mai 1967 adopte une convention de l’Organisation internationale du travail, qui concerne l’égalité de rémunération entre la main-d’œuvre masculine et la main d’œuvre féminine pour un travail de valeur égale.

## La politique intérieure

### Réforme de l'armée
Le problème de l’armée est un thème récurrent de la politique intérieure au cours des années 1960. Le service militaire obligatoire rencontre de plus en plus d’opposition dans un pays qui n’a pas de tradition militaire. Par ailleurs, la conscription aggrave l’état de
sur-emploi dont souffre l’économie luxembourgeoise et qui l’oblige à recourir à une main d’œuvre étrangère. Divers incidents au sein du corps des officiers, dont notamment l’affaire Winter, renforcent la lassitude du public envers l’armée. En 1965, le service militaire
obligatoire est réduit à six mois. Or, une telle durée ne garantit plus une formation complète, ce qui fait que l’effort militaire apparaît de plus en plus inutile. Lors de la séance de la Chambre des députés du 15 novembre, Jean Spautz se fait le porte-parole des jeunes militants du CSV, qui supportent de moins en moins que la controverse militaire se fasse sur le dos de leur parti, et demande la suppression du service militaire obligatoire. Cette initiative, qui prend le partenaire socialiste de la coalition de même que les dirigeants de son propre parti au dépourvu, provoque une crise gouvernementale. À l’issue de celle-ci, le gouvernement entreprend des démarches pour abolir la conscription. Un accord est trouvé avec les instances de l’OTAN. Le Luxembourg maintient une armée de volontaires et met à la disposition de l’OTAN deux compagnies d’infanterie dans le cadre d’une force mobile multinationale. En plus, le gouvernement pose la candidature du Luxembourg pour accueillir la NAMSA, une agence qui gère les demandes de pièces de rechange du matériel militaire de l’OTAN.

### Réforme de l'école
Parallèlement à la question de l’armée, le débat sur la réforme de l’école occupe le devant de la scène intérieure. L’évolution économique et sociale exige une adaptation de l’enseignement. Le gouvernement essaie d’y répondre par l’extension de la palette des matières enseignées et par la création de nouveaux types d’école. 1965 voit l’introduction des écoles moyennes. Cette mesure tend à orienter les jeunes non aptes aux études universitaires vers des carrières moyennes dans l’administration et le secteur privé, et à dégager ainsi les lycées surpeuplés. Mai 1968 suscite également des remous au Luxembourg. Notamment les élèves des Cours supérieurs se mettent en grève et organisent une manifestation pour revendiquer une réforme des études supérieures et de la collation des grades. Le ministre de l’Éducation met en chantier un projet de loi qui ne sera cependant voté que sous le gouvernement suivant. En revanche, le gouvernement Werner/Cravatte introduit encore des changements dans l’organisation de l’enseignement secondaire : transformation de la 7e en classe d’orientation commune aux enseignements classiques et modernes, introduction de la mixité, multiplication des options, création d’un cours de morale laïque et de la possibilité « néant », c’est-à-dire la possibilité de ne suivre ni le cours de religion ni celui de morale laïque.